# Karima Delli
Pour les articles homonymes, voir Delli.
Karima Delli, née le 4 mars 1979 à Roubaix (Nord), est une militante et femme politique française.
Membre du parti Les Verts (LV) puis d'Europe Écologie Les Verts (EÉLV), elle est députée européenne de 2009 à 2024 ; d'abord élue dans la circonscription Île-de-France, elle est réélue en 2014 comme tête de liste dans la circonscription Nord-Ouest puis en 2019 sur la liste conduite par Yannick Jadot. Elle est élue conseillère régionale des Hauts-de-France en 2021.

## Biographie

### Origines familiales et études
Née le 4 mars 1979 à Roubaix (Nord), Karima Delli grandit à Tourcoing dans un milieu populaire ; douzième  d'une famille de treize enfants, ses parents sont des Algériens immigrés, son père est ouvrier dans l'industrie textile et sa mère est mère au foyer.
Après avoir étudié au collège Notre-Dame de Wailly de Tourcoing et obtenu un baccalauréat ES dans un lycée industriel et commercial privé de la même ville, Karima Delli commence ses études supérieures par un BTS en action commerciale à Lille. Elle obtient ensuite un DEA de science politique à l'IEP de Lille. C'est dans ce cadre qu'elle rencontre Marie-Christine Blandin, sénatrice du Nord, dont elle devient assistante parlementaire en 2004 et qu'elle considère comme un modèle.
Parallèlement à son activité parlementaire, Karima Delli poursuit un doctorat en sciences politiques dont le sujet est l'« organisation du travail, apprentissage et répartition au sein d'une institution parlementaire » (et qui porte précisément sur le Sénat). À la suite de son élection au Parlement européen, elle annonce vouloir mettre ce doctorat entre parenthèses.

### Débuts politiques et engagements associatifs
Karima Delli adhère aux Verts en 2005.
Lors des élections législatives de 2007, elle est suppléante de Bernard Despierre dans la 10e circonscription du Pas-de-Calais. La même année, elle est élue secrétaire fédérale des Jeunes Verts, en tandem avec Alexis Prokopiev.
Parallèlement, elle se fait remarquer par son implication dans des formes nouvelles de militantisme : en premier lieu le Collectif Jeudi noir, auquel elle appartient toujours, et ses nombreuses déclinaisons : La France qui se lève tôt, Sauvons les riches (collectif créé dans le cadre de la campagne d'Europe Écologie, avec lequel elle décerne un « diplôme de fils à papa » à Jean Sarkozy le 22 avril 2009), etc. Au sein des Verts, elle fait partie des tenants d'une écologie populaire et sociale, soutient activement le revenu de base inconditionnel et a contribué à la création de la « zone d'écologie populaire » (ZEP).

### Députée européenne

#### Premier mandat
Karima Delli se présente aux élections européennes de 2009 dans la circonscription Île-de-France, sur la liste d'Europe Écologie. Lors du scrutin interne organisé par Les Verts pour choisir les candidats, elle arrive derrière Suzanne Auger, responsable des Verts d'Île-de-France, mais celle-ci se désiste en sa faveur pour promouvoir la jeunesse et la diversité. Karima Delli est finalement placée en quatrième position, après Daniel Cohn-Bendit, Eva Joly et Pascal Canfin. La liste obtient un résultat élevé dans la circonscription, terminant en deuxième position avec 20,86 % des voix. Ce score permet à Karima Delli d'être élue députée européenne. Elle devient ainsi la deuxième plus jeune eurodéputée française (après Damien Abad du Nouveau Centre), et un des plus jeunes membres du Parlement européen.
Karima Delli est membre titulaire de la commission de l'emploi et des affaires sociales et membre suppléante de la commission du développement régional au Parlement européen. Elle est également vice-présidente de l'intergroupe URBAN et membre de la délégation pour les relations avec l'Inde. En 2011, elle se prête à un exercice de transparence en détaillant au magazine Rue89 l'ensemble des indemnités liées à son mandat.
En tant que parlementaire européenne, elle travaille et s'investit dans la lutte contre la pauvreté, et parvient notamment à faire passer une résolution visant à établir un « revenu minimum » dans l'Union européenne. Elle milite par ailleurs pour un revenu d'existence. En 2013, elle fait adopter par le Parlement européen un rapport sur le logement social en Europe, et plaide pour la mise en place d'un fonds d'investissement européen pour le logement durable.
Élue, Karima Delli continue de militer sur le terrain et participe régulièrement aux actions des collectifs qu'elle a contribué à créer comme Jeudi noir (occupation d'un immeuble avenue Matignon) ou Sauvons les riches (remise d’une pétition pour la levée du secret défense de Karachi), mais aussi à de nombreux combats sociaux comme celui contre la réforme des retraites en France en 2013.

#### Deuxième mandat

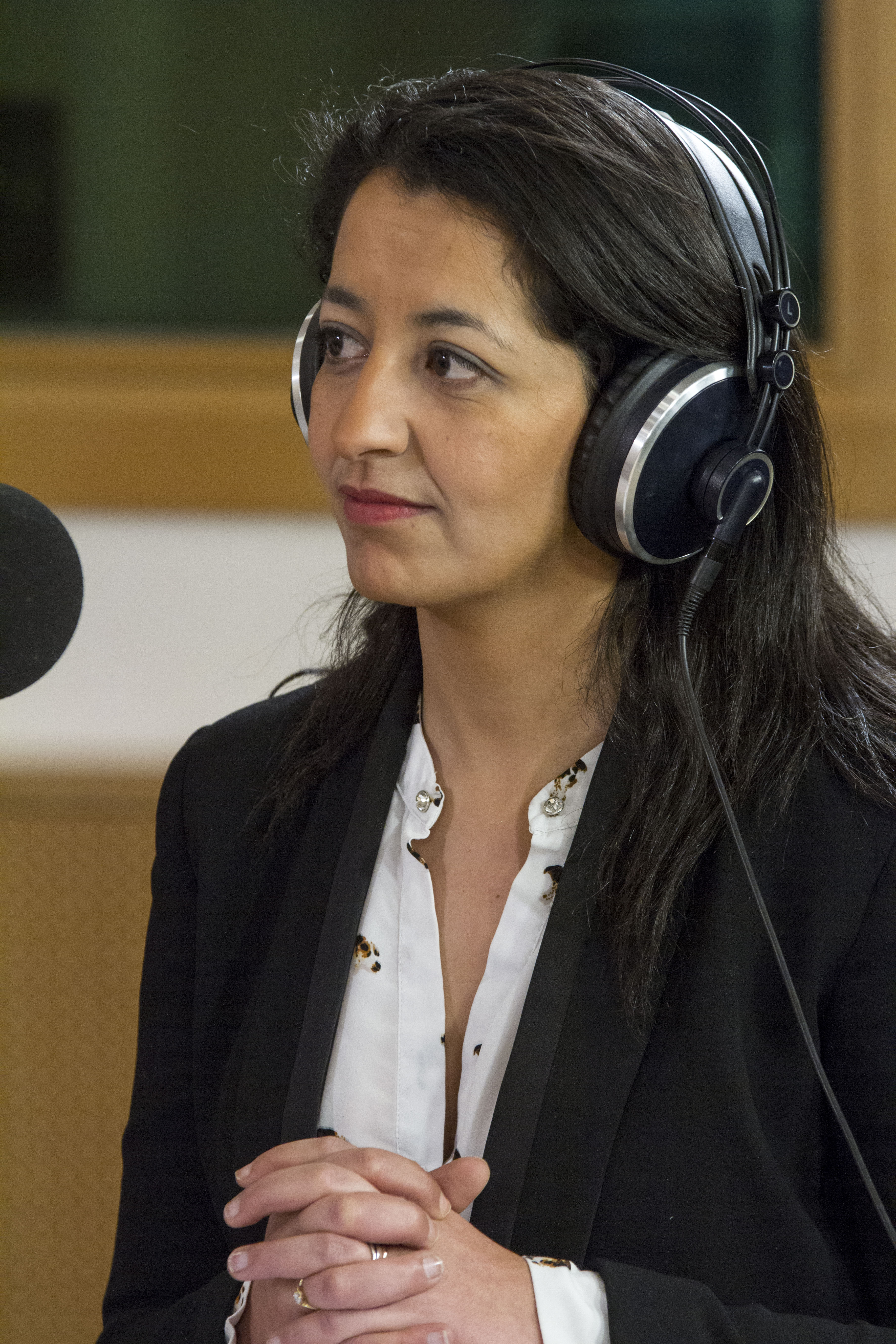
Karima Delli en 2015.

Le 15 décembre 2013, elle est désignée tête de liste EÉLV dans la circonscription Nord-Ouest pour les élections européennes de 2014, suivie de François Veillerette et de Majdouline Sbaï. Elle est réélue en 2014.
Pour son deuxième mandat, Karima Delli intègre la commission du transport et du tourisme du Parlement européen, dont elle devient la présidente en janvier 2017. Elle est l'auteure d'un rapport sur la mobilité urbaine durable, adopté en décembre 2015, dans lequel elle insiste sur les conséquences des moteurs diesel et essence sur la qualité de l'air.
Parallèlement, lorsque le scandale du dieselgate éclate en septembre 2015, elle se bat pour la mise en place d'une commission d'enquête au Parlement européen sur les fraudes aux tests anti-pollution, dont elle est vice-présidente. Le 11 mai 2016, elle signe un article dans Le Monde économie réclamant la taxation du kérosène, afin de lutter contre l'impact climatique du transport aérien. Le soir suivant, elle est blessée par des jets de gaz lacrymogènes lors de l'évacuation de la ZAD de Kolbsheim, où doit être construit le grand contournement ouest de Strasbourg.

#### Troisième mandat
En 2019, elle est à nouveau candidate au Parlement européen et est placée en sixième position sur la liste commune EÉLV-AEI-RPS menée par Yannick Jadot. Elle est réélue députée européenne le 26 mai 2019.
En juillet 2019, Karima Delli est réélue présidente de la commission du transport et du tourisme au Parlement européen. Elle plaide avec son collègue Damien Carême pour que le Parlement européen déclare l'état d'urgence climatique. Elle ne se représente pas lors des élections européennes de 2024.

### Primaire écologiste de 2016 pour l’élection présidentielle de 2017
Le 23 août 2016, Karima Delli annonce sa candidature à la primaire écologiste de 2016. Elle reçoit notamment le soutien d'Alain Lipietz et Yves Cochet. À l'issue du premier tour, elle termine en quatrième position avec 9,82 % des voix. Elle rallie Yannick Jadot en vue du second tour.

### Conseillère régionale des Hauts-de-France
En octobre 2020, elle est désignée tête de liste d'EÉLV pour les élections régionales de 2021 dans les Hauts-de-France. En mars 2021, elle obtient la tête d'une liste d'union de la gauche pour ces élections, avec le Parti socialiste, le Parti communiste français et La France insoumise,. À l'issue du premier tour, elle arrive en troisième position avec 18,97 % des suffrages exprimés, derrière Xavier Bertrand (41,42 %) et Sébastien Chenu (24,37 %). Elle réalise ses meilleurs scores dans des villes de la métropole lilloise.
Dans la foulée, Karima Delli annonce le maintien de sa liste pour le second tour, contre l'avis de certains cadres d'Europe Écologie Les Verts, comme Yannick Jadot, qui appellent au désistement en cas de triangulaire avec le Rassemblement national. Au second tour, sa liste obtient 21,98 % des voix et 28 sièges.
Candidate à la présidence du conseil régional des Hauts-de-France le 2 juillet 2021, Karima Delli réunit sous son nom les voix de l'ensemble des élus de sa liste. Rapidement, la presse observe néanmoins une dégradation des relations au sein de l'union de la gauche, qui se traduit par la création de deux groupes distincts au conseil régional dès l'été 2021, l'un formé par le PS et le PCF (13 membres) et l'autre formé par EÉLV et LFI (15 membres).

## Positions
Contexte présente Karima Delli en 2021 comme un « électron libre » au sein d'EÉLV, précisant qu'elle est positionnée par les observateurs comme plus proche de Yannick Jadot avec qui elle a cosigné, en février 2021, une tribune de propositions sur le logement.

## Détail des mandats et fonctions

### Mandats électifs
- 14 juillet 2009 – 15 juillet 2024 : députée européenne (élue dans la circonscription Île-de-France de 2009 à 2014 puis dans la circonscription Nord-Ouest de 2014 à 2019).
- 25 janvier 2017 – 15 juillet 2024 : présidente de la commission du transport et du tourisme du Parlement européen.
- Depuis le 2 juillet 2021 : conseillère régionale des Hauts-de-France (élue dans le Nord).

### Fonctions politiques
- 25 août 2007 – 24 août 2008 : secrétaire fédérale des Jeunes Verts.

## Synthèse des résultats électoraux

### Primaire présidentielle
| Année | Parti | Parti | 1er tour | 1er tour | 1er tour | Issue    |
| Année | Parti | Parti | Voix     | %        | Rang     | Issue    |
| ----- | ----- | ----- | -------- | -------- | -------- | -------- |
| 2016  |       | EÉLV  | 1 212    | 9,82     | 4e       | Éliminée |

### Élections européennes
| Année | Liste        | Liste          | Circonscription | Position sur la liste | %     | Rang    | Sièges obtenus |
| ----- | ------------ | -------------- | --------------- | --------------------- | ----- | ------- | -------------- |
| 2009  |              | EÉ-RPS         | Île-de-France   | 4e                    | 20,86 | 2e      | 4 / 13         |
| 2014  | EÉLV         | Nord-Ouest     | 1re             | 7,16                  | 4e    | 1 / 10  |                |
| 2019  | EÉLV-RPS-AEI | France entière | 6e              | 13,48                 | 3e    | 13 / 79 |                |

### Élections régionales
Les résultats ci-dessous concernent uniquement les élections où elle est tête de liste.
| Année | Liste | Liste               | Région          | 1er tour | 1er tour | 2d tour | 2d tour | Sièges obtenus |
| Année | Liste | Liste               | Région          | %        | Rang     | %       | Rang    | Sièges obtenus |
| ----- | ----- | ------------------- | --------------- | -------- | -------- | ------- | ------- | -------------- |
| 2021  |       | EÉLV-PS-LFI-PCF-G·s | Hauts-de-France | 18,97    | 3e       | 21,98   | 3e      | 28 / 170       |